# Leonard Barr
Leonard „Bananas“ Barr (* 27. September 1903 in New Cumberland, West Virginia; † 22. November 1980 in Burbank, Kalifornien) war ein US-amerikanischer Schauspieler.
Leonard Barr arbeitete zunächst in den Stahlwerken von Steubenville und Cincinnati, wo er nach Feierabend Tanzunterricht nahm. Der Arbeit im Stahlwerk kehrte er bereits in den 1920er Jahren den Rücken um seinen Lebensunterhalt mit Auftritten in Vaudeville-Shows zu bestreiten. Später gründete er mit der Tänzerin Virginia Estes das Tanzduo Barr and Estes. Mit der von beiden entwickelten komischen Tanznummer The Lunatics of the Dance tingelten sie jahrelang durch das Land. 
Leonard Barr, der mit Spitznamen Bananas (der Verrückte) genannt wurde, war mütterlicherseits der Onkel von Dean Martin und hatte auch ein paar Auftritte in Sendungen des Komikerduos Dean Martin & Jerry Lewis in den 1950er Jahren, und in den späten 1960er und frühen 1970er Jahren in der The Dean Martin Show. Als Film- und Serienschauspieler trat Barr regelmäßig erst ab Mitte der 1960er-Jahre in Erscheinung, als er bereits im gesetzteren Alter war. Bekannt wurde er hierbei unter anderem durch die Rolle des Shady Tree im James-Bond-Film Diamantenfieber (1971) sowie durch eine Rolle in der Gaunerkomödie Der Clou (1973). 
Der 77-jährige Leonard Barr erlitt am 28. Oktober 1980 in einem Hotelzimmer des West Hollywood Hotel einen Schlaganfall und starb am 22. November 1980 in einem Krankenhaus in Burbank (Los Angeles County).

## Filmografie
- 1966: Hey Landlord (Fernsehserie, 1 Folge)
- 1970: Wo die Liebe hinfällt (Love, American Style, Fernsehserie, 1 Folge)
- 1970–1975: Männerwirtschaft (The Odd Couple, Fernsehserie, 5 Folgen)
- 1971: James Bond 007 – Diamantenfieber (Diamonds Are Forever)
- 1972: Evil Roy Slade (Fernsehfilm)
- 1973: Der Clou (The Sting)
- 1975: Unsere kleine Farm (Little House on the Prairie, Fernsehserie, Folge 1x23)
- 1976–1977: Die Tony Randall Show (The Tony Randall Show, Fernsehserie, 3 Folgen)
- 1977: Billy: Portrait of a Street Kid (Fernsehfilm)
- 1977: Record City
- 1977–1978: Szysznyk (Fernsehserie, 15 Folgen)
- 1978: Battered (Fernsehfilm)
- 1979: Skatetown USA
- 1980: Die Schnüffler (Tenspeed and Brown Shoe, Fernsehserie, Folge 1x01)
- 1981: Geheimauftrag Hollywood (Under the Rainbow)